# Јадранка Јоксимовић
Јадранка Јоксимовић (Београд, 26. јануар 1978) српска је политичарка. Бивша је министарка за европске интеграције и министарка без портфеља задужена за европске интеграције у Влади Републике Србије.

## Детињство, младост и образовање
Рођена је 26. јануара 1978. године у Београду, где је завршила основну и средњу школу.
Дипломирала је као студент генерације на Факултету политичких наука у Београду 2001/2002. године на смеру Међународни односи. Мастер студије је завршила на Факултету за економију и политичке науке на Универзитету „Алфа“ у Београду 2013. године. Тренутно похађа докторске студије политикологије на Факултету политичких наука Универзитета у Београду.
Добитник је стипендије амбасаде Краљевине Норвешке за „Генерацију која обећава“ 2001. године, а 2000/2001. године и стипендије Фонда за таленте Владе Р. Србије за „Најталентованије студенте у Србији“. Каријеру је започела као демонстратор на Факултету политичких наука на предметима „Дипломатија и дипломатска историја“ и „Економија транзиције“.

## Политичка каријера

### Српска радикална странка и Српска напредна страннка
Године 2006. постала је чланица Српске радикалне странке и тамо је радила као сарадница Александра Вучића за међународне односе. Истовремено је била и део редакције партијског часописа, Велика Србија. Била је и на посланичкој листи за парламентарне изборе 2008. године.
Године 2008. била је један од потписника и оснивача Српске напредне странке. Чланица је Главног одбора и Председништва Српске напредне странке. Одлуком председника странке именована је за међународног секретара Српске напредне странке.

### Представнички и министарски рад
Од 2007. до средине 2009. радила је у Народној скупштини Републике Србије као стручна сарадница посланичке групе Напред Србијо. Од 2009. до 2012. била је уредница општинског гласила, Земунске новине.
На парламентарним изборима 2012. изабрана је за народну посланицу у Народној скупштини Републике Србије са листе Српске напредне странке. У Народној скупштини била је председница Одбора за контролу служби безбедности.
Била је и чланица Одбора за европске интеграције, чланица Заједничког одбора за стабилизацију и придруживање, чланица Сталне делегације при парламентарној скупштини Савета Европе, шефица делегације Централноевропске иницијативе и председница Групе пријатељства са Турском.
Први пут је именована за министрку без портфеља задужену за европске интеграције у Влади Републике Србије 27. априла 2014. године. Као министарка је у септембру 2015. упутила писмо подршке организаторима Параде поноса у Београду. За то је добила награду „Дуга” 15. маја 2015. у Београду од Геј стрејт алијансе.
Након парламентарних избора 2016. године, поново је именована за министрку без портфеља задужену за европске интеграције. За министрку за европске интеграције у Влади Републике Србије именована је 29. јуна 2017. године.
Током састанка високих политичара југоисточне Европе у Словенији 25. априла 2018. године, одбила је да разговара са хрватским новинарима и уместо тога је изабрала ко ће да разговара са новинарима од људи које је повела са собом. Хрватско новинарско друштво осудило је ову акцију.
Током афере око увоза дечје сликовнице која садржи истополне парове из Хрватске у мају 2018. године, активно је бранила хомофобичну изјаву министра Ненада Поповића који је на свом Twitter налогу поручио: „Морамо стати на пут онима који желе да нас убеде да је у реду да ’Роко има две маме, а Ана двојицу тата’”.

## Приватни живот
Одлично говори енглески језик и добро разуме немачки као слушалац. Има брата Александра Јоксимовића који је предузетник.

## Награде
- Добитница је награде „Најевропљанин” за 2015. годину коју за област политике и још пет категорија додељује организација Прва европска кућа.
- Добитница је награде „Дуга” за 2015. годину коју за допринос борби против хомофобије и трансфобије додељује Геј стрејт алијанса.